# 亞利加尼 (纽约州)
阿勒格尼（英語：Allegany）是位于美国纽约州卡特罗格斯县的一个镇，地处卡特罗格斯县南部、奥利安以西。2010年美国人口普查时，该镇有8004人。最初的定居者于1820年左右到达此地。1831年，阿利根尼镇成立。